# Лін Картер
Лін Картер (англ. Linwood Vrooman Carter; 9 червня 1930 — 7 лютого, 1988) — американський письменник-фантаст, літературознавець і редактор книжкової серії  Ballantine Adult Fantasy Series  (скорочено Adult Fantasy).
Відомі псевдоніми Ліна Картера: Г. П. Лоукрафт (англ. H. P. Lowcraft) — як пародія на Говарда Лавкрафта, і Грейл Ундвін (англ. Grail Undwin).

## Біографія
Член єпископальної церкви, часом симпатизуючий атеїзму. У Флориді в 1950-і роки відвідував школу карикатуристів (cartoonist ). Перший шлюб був коротким, і далі письменник практично не згадував про першу дружину. Накульгував після повернення з  Корейської війни. Згадки про війну в Кореї зустрічаються в романах про Каллісто. Наприклад, «Джандар з Каллісто», (1973). Не закінчив Колумбійський університет, але оплачував приватні уроки у Мозеса Хаддаса (Moses Haddas) і інших відомих професорів. Невдало займався бізнесом, просуваючи на алкогольний ринок США горілку «Вольфшмідт» (Wolfschmidt ).
Ентузіаст відродження серії творів Роберта Говарда про Конана, задуманого і здійсненого його співавтором Спрег де Кемпом. Його монографія «Уявні Світи» (Imaginary Worlds, 1973) визнана настільною книгою прихильників жанру наукової фантастики.

## Родина
19 листопада 1962 року Картер зустрів майбутню дружину Ноел в  Prentice Hall  (де вона працювала), що розташовувався в Englewood Cliffs  (Нью-Джерсі). Робота в рекламному відділі була першим заняттям дівчини, яка тільки закінчила коледж. Різниця в десять років не зупинила 31-річного Картера. 17 серпня 1963 року відбулося весілля. Молодята об'єднали фінансові зусилля для покупки будинку в Холліс (Hollis) на Лонг-Айленді (Нью-Йорк). У багатьох спогадах американських письменників, редакторів і журналістів розповідається про особливу атмосферу нью-йоркських апартаментів родини Картерів, які в побуті намагалися створити екзотичну романтику інших світів. Подружжя колекціонували древній папірус, рисовий японський папір, східні ширми і мініатюрні статуетки, вивезені друзями з археологічних розкопок. У будинку жили вісім собак. Картер був невиправним курцем і кавоманом, що викликало протидію з боку дружини. За версією Ноел шлюб зруйнувався через алкоголізм письменника. Вона написала п'ять книг, в кожній з яких присутній елемент фантастики. Після смерті письменника від раку ротової порожнини його вдова випускала свої п'єси і повісті, які не отримали особливого визнання.

## Творчість

### Романіст
Картер був плідним романістом. Здебільшого він створював серії романів на одну тему або з єдиним персонажем. Один з небагатьох американських письменників-фантастів визнавав, що на його творчість мала вплив поетика роману «Саламбо» (1863) Гюстава Флобера. Це підтверджується картерівською передмовою до книги Артура Макена The Three Impostors (1972).
Найбільш плідні і творчо вдалі роки Картера як романіста пов'язані зі створенням епос а про затоплену Лемурію, яка існувала до Атлантиди. Шість (1965—1970) років Картер писав сагу про пригоди варвара-короля Тонгора (Thongor ). У післямовах до романів лемурійського циклу часто згадувалася Олена Блаватська. Романтичний пафос циклу романів про Тонгора містить незадоволеність і розчарування, винесені інтелектуалами після революційних заворушень 1960-х років. Протягом усього циклу про Тонгора автор доводив, що в стародавній Лемурії люди користувалися антигравітаційними човнами.

### Посмертне співробітництво з Говардом і Смітом
Деякі найвідоміші роботи Картера були так звані «посмертне співробітництво» з померлими авторами, зокрема Робертом Говардом та Кларком Ештоном Смітом. Він завершив ряд незавершених оповідань Говарда про Кулла з Атлантиди та Конана, останній часто у співпраці з Лайоном Спрегом де Кемпом.
Посмертно «співпраця» зі Смітом мала інший порядок, як правило, абсолютно нові історії, побудовані за ідеями заголовків або коротких фрагментів, знайдені в примітках та примірниках Сміта.

### Редактор
Видавці Бетті і Йан Баллантайн (Betty & Ian Ballantine) запросили його на посаду штатного редактора видавництва Ballantine Books. Придумав для серії  Ballantine Adult Fantasy Series  нову торгову марку — білого єдиноріга. Оновлена Картером серія стала одним з найуспішніших проектів видавництва Ballantine Books. Для виконання редакторських обов'язків їм прочитано не менше 22 тисяч томів художньої та довідкової літератури.

### Романи про Тонгора
- «Чарівник з Лемурії» (The Wizard of Lemuria, 1965)
- «Тонгор з Лемурії» (Thongor of Lemuria, 1966)
- «Тонгор проти богів» (Thongor Against the Gods, 1967)
- «Тонгор на краю часу» (Thongor at the End of Time, 1968)
- «Тонгор в місті фокусників» (Thongor in the City of Magicians, 1968)
- «Тонгор бореться з піратами Таракуса» (Thongor Fights the Pirates of Tarakus, 1970)

### Оповідання проКонана
- Тварюка в склепі The Thing in the Crypt (1967) (разом з де Кемпом)